# Westfälische Kunststätten
Westfälische Kunststätten ist der Name einer vom Westfälischen Heimatbund herausgegebenen Kunstführer-Reihe.
Als Vorbild diente die vom Rheinischen Verein für Denkmalpflege und Landschaftsschutz (RVDL) begründete Reihe Rheinische Kunststätten, von der man Format und Aufmachung übernahm.
Das erste Heft über die Burg Altena erschien 1977. Alle Hefte weisen ein Format von 15 × 21 cm auf und sind mit zahlreichen Bildern, Lageplänen und Grundrissen ausgestattet. Zumeist von Kunsthistorikern, Denkmalpflegern oder anderen fachkundigen Autoren verfasst, widmen sich diese in erster Linie historischen Bauwerken wie Kirchen und Klöstern, Burgen und Schlössern, aber auch einzelnen Ortschaften in Westfalen. Die Reihe wird laufend fortgesetzt und ergänzt; jedes Jahr erscheinen im Schnitt zwei bis drei neue Hefte (Neuauflagen nicht mitgezählt).
Zum Sammeln der Reihe gibt es grüne Kunststoffkassetten, die bis zu 15 Hefte aufnehmen können.
Analog zu den nordrhein-westfälischen Landesteilen Rheinland und Westfalen verfügt auch der Landesteil Lippe mit den seit 2004 vom Lippischen Heimatbund herausgegebenen Lippischen Kulturlandschaften über eine entsprechende Schriftenreihe.

## Erschienene Hefte
- 1: Burg Altena von Hans Heinrich Diedrich. Münster 1977. 14 Seiten.
- 2: Freudenberg von Herbert Kienzler. Münster o. J. 18 Seiten.
- 3: Die Nikolaikirche zu Siegen von Udo Mainzer. Münster 1978. 22 Seiten.
- 4: Historische Orgeln im Kreis Höxter von Rudolf Reuter. Münster 1978. 22 Seiten.
- 5: Telgte von Doris Westhoff. Münster 1979. 14 Seiten.
- 6: Schloß und Residenz Rheda von Franz Mühlen. 1. Auflage 1979, 3. Auflage, Münster 1997. 18 Seiten.
- 7: Die Affelner Kirchen von Elmar Hartmann. Münster 1979. 18 Seiten.
- 8: Olsberg von Franz Mühlen. Münster 1979. 22 Seiten.
- 9: Historische Orgeln im Hochsauerlandkreis von Rudolf Reuter. Münster 1979. 22 Seiten.
- 10: Museum Abtei Liesborn von Siegfried Schmieder. Münster 1979. 14 Seiten.
- 11: Landschloß Hüffe von Wilhelm Brepohl. Münster 1980. 22 Seiten.
- 12: Schloß Strünkede von Alexander von Knorre. Münster 1981. 18 Seiten.
- 13: Davensberg und die Davert von Helmut Müller. Münster 1981. 8 Seiten.
- 14: Haus Martfeld von Gerd Helbeck. Münster 1981. 14 Seiten.
- 15: Nottuln von Hans-Peter Boer. Münster 1981. 22 Seiten.
- 16: Das Dickmann-Haus in Geseke von Hermann Hinteler und Hermann Dettmer. Münster 1981. 22 Seiten.
- 17: Historische Orgeln im Münsterland von Rudolf Reuter. Münster 1981. 34 Seiten.
- 18: Pankratiuskirche und Burganlage in Hamm-Mark von Friedrich Wilhelm Jerrentrup. Münster 1982. 14 Seiten.
- 19: Burg Bilstein von Uwe Lobbedey. (1. Auflage 1982). 2. veränderte Auflage, Münster 2004. 14 Seiten.
- 20: Burg Vischering von Franz Mühlen. (1. Auflage 1982). 3. überarbeitete Auflage, Münster 1995. 22 Seiten.
- 21: Sankt Martin in Benninghausen von Sabine Schwedhelm, Géza Jázai und Gabriele Isenberg. Münster 1982. 22 Seiten.
- 22: Historische Orgeln im Kreis Olpe von Rudolf Reuter. Münster 1982. 22 Seiten.
- 23: St. Josef in Kierspe von Bernhard Schmidt. Münster 1983. 14 Seiten.
- 24: Stiftskirche in Schildesche von Erich Forwick. (1. Auflage 1983). 2. unveränderte Auflage. Münster 2005. 18 Seiten.
- 25: Hagener Architektur 1900–1914 von Herta Hesse-Frielinghaus. (1. Auflage 1983). 2. Auflage. Münster 1987. 22 Seiten.
- 26: Wasserschloß Neuenhof von Alhard Frhr. von dem Bussche-Kessell. Münster 1983. 22 Seiten.
- 27: Baudenkmale in Münster. Einleitung von Franz Mühlen. Texte der Tafeln entworfen von Hans Riepenhausen. (1. Auflage 1983). 5., erweiterte und aktualisierte Auflage. Münster 2015. 74 Seiten.
- 28: Die Pfarrkirche St. Johannes Baptist zu Attendorn von Otto Höffer. Münster 1983. 18 Seiten.
- 29: Die Deilinghofener Kirche von Elmar Hartmann. Münster 1984. 22 Seiten.
- 30: Baudenkmale in Welbergen von Franz Mühlen und Rainer Mönnich. Münster 1984. 26 Seiten.
- 31: Die Große Marienkirche zu Lippstadt von Helmut Klockow. Münster 1984. 32 Seiten.
- 32: Die Ginsburg in Hilchenbach-Grund von Alexander Wollschläger. Münster 1984. 22 Seiten.
- 33: Der Dom zu Paderborn von Uwe Lobbedey. (1. Auflage 1984). 6. Auflage. Münster 1997. 38 Seiten.
- 34: Nienborg von Aloys Nacke. Münster 1984. 18 Seiten.
- 35: Stift Cappel von Manfred Schneider. Münster 1984. 18 Seiten.
- 36: Das Ackerbürgerhaus Engeln, Heimatmuseum Eversberg von Carin Gentner. Münster 1985. 26 Seiten.
- 37: Die evangelische Stadtkirche zu Unna von Willy Timm. (1. Auflage 1985). 2., überarbeitete und aktualisierte Auflage. Münster 1998. 34 Seiten.
- 38: Wasserschloß Haus Rhade von J. Günther Schwietzke. Münster 1985. 18 Seiten.
- 39: Pfarrkirche St. Johannes d. T. in Greffen von Franz Mühlen. Münster 1986. 18 Seiten.
- 40: Haus Rüschhaus von Karl E. Mummenhoff. (1. Auflage 1986). 4. neubearbeitete Auflage. Münster 2007. 36 Seiten.
- 41: Schloß Cappenberg von Helmut Knirim und Karl-Friedrich Gesau. Münster 1986. 18 Seiten.
- 42: Haus Hemer von August Kracht. Münster 1987. 26 Seiten.
- 43: Klassizismus in Arnsberg von Ferdy Fischer. Münster 1987. 34 Seiten.
- 44: Haltern von Franz Mühlen. Münster 1987. 38 Seiten.
- 45: Baudenkmale in Heeren-Werve von Karl-Heinz Stoltefuß. Münster 1987. 22 Seiten.
- 46: Die Rheinische Emporenbasilika in Meinerzhagen von Jutta de Vries unter Mitarbeit von Hans Ulrich Freitag. Münster 1986. 18 Seiten.
- 47: Historische Tasteninstrumente im Erbdrostenhof von Hannalore Reuter. Münster 1987. 30 Seiten.
- 48: St. Mauritz in Münster von Hildburg und Uwe Lobbedey. Münster 1987. 30 Seiten.
- 49: St. Aegidius zu Wiedenbrück von Uwe Lobbedey. Münster 1988. 22 Seiten.
- 50: Der Erbdrostenhof zu Münster von Ulf-Dietrich Korn. (1. Auflage 1988). 3., überarbeitete Auflage. Münster 2005. 38 Seiten.
- 51: Schloßgarten Rheda von Hagen P. Eyink. Münster 1988. 26 Seiten.
- 52: St. Dionysius in Seppenrade von Uwe Lobbedey. Münster 1988. 18 Seiten.
- 53: Werne von Fred Kaspar und Ulrich Reinke. Münster 1989. 26 Seiten.
- 54: Kirche und Stift Levern von Alfred Pohlmann. Münster 1989. 26 Seiten.
- 55: St. Vitus in Südlohn von Ulrich Söbbing. Münster 1989. 26 Seiten. 2., überarbeitete Auflage. Münster 2015. 34 Seiten.
- 56: Kloster Clarholz und die Pfarrkirche in Lette von Johannes Meier. Münster 1990. 30 Seiten.
- 57: Die evangelische Kirche in Recke von Kay-Uwe Kopton. Münster 1990. 22 Seiten.
- 58: Die Wasserburg Hainchen von Alexander Wollschläger und Udo Mainzer. Münster 1990. 22 Seiten.
- 59: St. Petrus in Recklinghausen von Werner Burghardt. Münster 1990. 34 Seiten.
- 60: Lünen von Wilfried Heß und Wingolf Lehnemann. Münster 1991. 26 Seiten.
- 61: Das Residenzschloß zu Ahaus von Eva-Maria Höper. Münster 1991. 34 Seiten.
- 62: St. Amandus in Datteln von Ursula Ninfa. Münster 1992. 26 Seiten.
- 63: Evangelische Stadtkirche Lengerich von Ursula Schumacher-Haardt. Münster 1992. 22 Seiten.
- 64: Winterberg von Elisabeth Hanschmidt und Paul Aust. Münster 1992. 34 Seiten.
- 65: Das Schloß zu Münster von Birgitta Ringbeck. Münster 1993. 34 Seiten.
- 66: Die evangelische Christuskirche zu Ibbenbüren von Ursula Schumacher-Haardt. Münster 1992. 22 Seiten.
- 67: Rietberg. Historischer Stadtrundgang von Manfred Beine und Käthe Herbort. (1. Auflage 1992). 2., überarbeitete Auflage. Münster 2008. 82 Seiten.
- 68: Schloß Herten von Ursula Schumacher-Haardt. Münster 1993. 22 Seiten.
- 69: Gemen von Ursula Brebaum und Ulrich Reinke. (1. Auflage 1993). 2., überarbeitete Auflage. Münster 2005. 18 Seiten.
- 70: Die Clemenskirche in Münster von Karl Noehles. (1. Auflage 1994). 2. Auflage. Münster 2007. 42 Seiten.
- 71: Die fürstliche Bibliothek zu Corvey von Günter Tiggesbäumker. (1. Auflage 1994). 2., überarbeitete Auflage. Münster 2004. 22 Seiten.
- 72: Tecklenburg. Historischer Stadtrundgang von Gabriele Böhm. Münster 1994, 42 Seiten. 2. überarbeitete Auflage 2013. 46 Seiten.
- 73: St. Martinus in Hörste von Michael Streit, Mariette Wiemeler und Michael Reuter. Münster 1994. 22 Seiten.
- 74: Die ehemalige Jesuitenkirche Maria Immaculata zu Büren von Siegfried Rudigkeit. (1. Auflage Münster 1995). 2. Auflage. Münster 2011. 42 Seiten.
- 75: Historische Orgeln der Stadt Soest von Hannalore Reuter. Münster 1995. 50 Seiten.
- 76: Schloß Raesfeld von Ursula Schumacher-Haardt. Münster 1995. 26 Seiten.
- 77: Die Apostelkirche zu Münster von Johann-Friedrich Moes. Münster 1995. 18 Seiten.
- 78: Haus Füchten von Nils Häusler. Münster 1996. 30 Seiten.
- 79: St. Marien zu Witten von Holger Krätzig. Münster 1996. 18 Seiten.
- 80: Stift Keppel von Erwin Isenberg. Münster 1996. 26 Seiten.
- 81: Bad Westernkotten von Wolfgang Marcus. (1. Auflage 1996). 2. Auflage. Münster 2011. 50 Seiten.
- 82: Die Konzertgalerie im Steinfurter Bagno von Dirk Strohmann. Münster 1997. 30 Seiten.
- 83: Die Orangerie von Schloß Velen von Ursula Ninfa. Münster 1997. 18 Seiten.
- 84: Brilon von Thomas Spohn. Münster 1997. 34 Seiten.
- 85: Haus Wittringen von Wolfgang Schneider. Münster 1998. 26 Seiten.
- 86: St. Vitus in Willebadessen von Dirk Strohmann. Münster 1999. 46 Seiten.
- 87: Haus Steinfurt und die Loretokapelle in Drensteinfurt von Markus Kamps. Münster 1999. 26 Seiten.
- 88: Der Stertschulten Hof in Eslohe-Cobbenrode von Roswitha Kaiser, Hubert Michel, Thomas Spohn. Münster 2000. 34 Seiten.
- 89: Die Dörfer der Stadt Erwitte von Wolfgang Marcus. Münster 2000. 54 Seiten.
- 90: Die Pantaleon-Kirche in Roxel von Gunnar Teske. Münster 2001. 30 Seiten.
- 91: Drensteinfurt von Markus Kamps. Münster 2001. 30 Seiten.
- 92: Der Fürstenberg. Kapelle, Badehaus, Vegetation und Heilkräuter vom Michael Jolk und Günter Bertzen. Münster 2002. 58 Seiten.
- 93: Rathaus und Friedenssaal zu Münster von Otto-Ehrenfried Selle. Mit Beiträgen von Karl-Heinz Kirchhoff, Géza Jászai, Bernd Haunfelder. (1. Auflage 2002), 42 Seiten. 2. Auflage. Münster 2006, 3. überarbeitete und ergänzte Auflage 2020. 54 Seiten.
- 94: Der Zuckertimpen – eine Gasse am Rande der Altstadt Warendorf von Fred Kaspar und Laurenz Sandmann. Münster 2002. 34 Seiten.
- 95: Petershagen von Thomas Spohn. Münster 2002. 42 Seiten.
- 96: Erwitte. Historischer Rundgang von Wolfgang Marcus und Hans Peter Busch. Münster 2003. 30 Seiten.
- 97: Kirchplatz und Römer in Lengerich von Peter Barthold und Rolf Eschmann. Münster 2003. 30 Seiten.
- 98: Das Gräfliche Bad Driburg von Fred Kaspar. Münster 2004. 38 Seiten.
- 99: Die Pfarrkirche „Mariä Heimsuchung“ in Warburg-Altstadt von Rudolf Bialas und Karl Kuchenbuch. Münster 2005. 42 Seiten.
- 100: Abtei Gerleve von P. Marcel Albert OSB. (1. Auflage 2004). 2. überarbeitete Auflage. Münster 2009. 30 Seiten.
- 101: Kloster Brunnen von Klaus Baulmann. Münster 2005. 22 Seiten.
- 102: Die Pfarrkirche „St. Brigida“ in Legden von Rudolfine von Oer. Münster 2005. 14 Seiten.
- 103: Haus Heeren von Karl-Heinz Stoltefuß. Münster 2006. 22 Seiten.
- 104: Haus Kump von Karlheinz Pötter. Münster 2006. 22 Seiten.
- 105: St. Dionysius zu Kirchderne von Elke Sunder. Münster 2007. 26 Seiten.
- 106: Evangelische Stadtkirche Oelde von Ulrich Gehre. Münster 2007. 14 Seiten.
- 107: Kath. Propsteikirche St. Remigius Borken von Ulrich Reinke und Ursula Brebaum. Münster 2008. 22 Seiten.
- 108: Wasserschloss Haus Marck von Gabriele Böhm. Münster 2009. 56 Seiten.
- 109: Haus Nottbeck von Ulrich Gehre. Münster 2010. 22 Seiten.
- 110: Abtei Marienfeld von Holger Kempkens.  Münster 2011. 58 Seiten.
- 111: St. Jakobus in Oeding von Ulrich Soebbing. Münster 2012. 30 Seiten.
- 112: Ev. St. Remigiuskirche Mengede von Wolfgang Meyer. Münster 2012. 42 Seiten.
- 113: Evangelische Stadtkirche Tecklenburg von Gabriele Böhm. Münster/Tecklenburg 2012. 42 Seiten.
- 114: Haus Welbergen von Heinz Hermann und Gisela Baumeister, Franz-Josef Melis und Barbara Seifen. Münster 2013. 50 Seiten.
- 115: Abtei Liesborn von Bennie Priddy und Birgit Gropp. Münster 2014. 52 Seiten.
- 116: Das LWL-Landeshaus in Münster von Marion Niemeyer. Münster 2015. 30 Seiten.
- 117: Das Haus Kupferhammer in Warstein von Dietmar Lange. Münster 2015. 26 Seiten.
- 118: St. Maria Magdalena in Effeln von Anne Veltrup unter Mitarbeit von Friedel Kühle. Münster 2016. 34 Seiten.
- 119: Karl Ernst Osthaus und Henry van de Velde in Hagen von Michael Eckhoff. Münster 2016. 34 Seiten.
- 120: Die Bauten von Hans Scharoun in Westfalen von Dirk Husemann, Jürgen Korn, Manfred Walz, Harald Gatermann, Werner Möller und Tom Tritschel. Münster 2016. 54 Seiten.
- 121: Burg Hülshoff von Birgit Gropp, Michael Huyer, Fred Kaspar und Jochen Grywatsch. Münster 2017. 50 Seiten.
- 122: Paul-Gerhardt-Kirche Dortmund von Matthias Dudde, Dagmar Spielmann-Deisenroth und Wolfgang Sonne. Münster 2018. 38 Seiten.
- 123: Franziskanerkloster Warendorf von Peter Barthold, Fred Kaspar, Marion Niemeyer-Onana u. a. Münster 2019. 42 Seiten.
- 124: Werburg Spenge von Werner Best und Roland Pieper. Münster 2019. 42 Seiten.
- 125: Landhaus Ilse Burbach von Hans H. Hanke mit einem Beitrag von Katrin Mehlich. Münster 2019. 42 Seiten.
- 126: Pfarrkirche St. Heinrich und Kunigunde in Schloß Neuhaus von Wolfgang Hansmann und Michael Pavlicic. Münster 2020. 66 Seiten
- 127: Das Haus Windheim No. 2 in Petershagen von Alfons Rolf Bense, Peter Barthold, Thomas Spohn und Wolfgang Riesner. Münster 2021. 74 Seiten
- 128: Das Museum Peter August Böckstiegel in Werther von Manfred Beine, Barbara Pankoke und David Riedel. Münster 2021. 74 Seiten
- 129: Pfarrkirche St. Gervasius und Protasius in Altenrüthen von Karl-Friedrich Hillesheim und Bernd Götze. Münster 2022. 66 Seiten
- 130: Herz-Jesu-Kirche in Dorsten-Deuten von Elisabeth Hemfort, Münster 2023. 54 Seiten
- 131: Altes Zollhaus in Sassenberg von Fred Kaspar, Josef Lutterbeck, Laurenz Sandmann und Christian Steinmeier. Münster 2023. 62 Seiten
- 132: Das Haus Klosterstraße 7 in Warendorf von Fred Kaspar, Laurenz Sandmann, Alfred G. Smieszchala und Mechtild Wolff. Münster 2025 62 Seiten ISSN 0930-3952